# 三宮つばき
三宮 つばき（さんのみや つばき、1998年5月4日 - ）は、日本のAV女優。C-more エンターテイメント所属。

## 略歴

### 2020年
デビューに先行して、2020年7月4日にTwitterを開設、同日にnoteも開設して初めての記事を投稿、7月7日から情報公開となること、AV女優になる前はパティシエをしていたこと、女優になった経緯などを自己紹介した。これ以降、note記事の締めくくりは「あなたの最初で最後の推しになりたい」としている。
7月7日、新作について情報が公開され、FANZAニュースでは「圧倒的な色気を放つ新人･三宮つばきが決意のAVデビュー」と取り上げられた。
情報公開後、デビューまでの期間に複数のインタビュー記事がFANZAニュースに掲載され、7月17日にはインタビュー記事「生真面目系不思議少女、S1新人･三宮つばきの性欲爆発！」、7月21日には「セックス出来なくなるなら死んだほうがマシ！」が掲載された。
7月22日、初のグラビア撮影による作品をオンライングラビアサイトGraphisに掲載開始。初のグラビア撮影はとても楽しかったとコメントしている。
8月7日、エスワン専属女優としてデビュー作発売。ミステリアスな雰囲気、美しく整った顔、豊満なGカップがセールスポイントとされた。
8月8日には、FANZAニュースにて「S1新人AV女優･三宮つばきがエクストリーム･ドスケベだという真相を探る」が掲載され、「#三宮つばきに聞きたい33のエロい事」という質問企画にTwitterできわどい画像付きで答えて話題になった。
8月9日には、デビュー後初のライブ配信（ツイキャス）を行い、延べ1500人近くが配信を視聴・参加した。この後も不定期で配信を行い、配信後のアーカイブも公開されたが、2022年3月以降のファンクラブ限定配信およびアーカイブの閲覧には、ファンクラブブログ内で通知される合言葉が必要となった。
8月13日にはInstagramを開設、初投稿し、主にオフショット、料理、風景などを投稿すると記載した。
10月25日、初のDVD発売イベントを東京・秋葉原にて開催した（ラムタラメディアワールドAKIBA）。

### 2021年
4月1日にTikTokを開設し、初投稿した。「事務所やプロデューサーにTikTokしろって言われた」とキャプションに書いている。5月、Youtubeの「ろくデンチャンネル」に女優として出演した。
8月、初のテレビ出演を果たす（CSチャンネル、フジテレビONE『もう!バカリズムさんの超H!』）。

### 2022年
1月4日投稿のTwitterで、アタッカーズ専属になることを発表、同年2月1日にアタッカーズから初作品が発売された。以降のアタッカーズ作品はDVDのみとなり、Blu-rayは発売されていない。
1月17日投稿のnoteの限定公開記事（有料）で、アタッカーズ移籍についての経緯や気持ちを投稿した。
1月31日に東京・三軒茶屋GRAPEFRUIT MOONで開催されたコンサート、『月で逢いましょう Vol.32 ニューカマースペシャル』に出演し、歌手として初ステージを踏んだ。ライブでは『なごり雪』『君は薔薇より美しい』『ルビーの指環』などの昭和歌謡を歌った。
2月、公式ホームページ「TSUBAKI SANNOMIYA - OFFICIAL SITE -」を開設、オフィシャルファンクラブ「ツバキくらぶ」も同時に運営開始（加入時、月会費必要）した。ファンクラブでは会員向けのブログ、限定写真・動画、限定ツイキャスなどが利用可能となっている。
4月7日、Twitterアカウントが凍結され、約1ヶ月間更新が停止した。原因は不明なものの、同じC-moreエンターテイメント所属の複数の女優も凍結されている。
4月11日、初のワンマンライブ『月で逢いましょう Vol.39』を1月と同じ東京・三軒茶屋GRAPEFRUITE MOONで開催。『悲しみは雪のように』などを熱唱した。
5月1日に東京・品川グランドホールで開催されたポーカーの大会、第2回 JAPAN POKER FESTIVALのトーナメントに「つばき」名で出場、2位入賞を果たした。5月17日より、ポーカーについてつぶやくサブアカウントを開設。
5月、週刊アサヒ芸能5/19号に掲載された「2022現役AV女優SEXY総選挙」で第35位を獲得した。
7月26日、noteにて「AV新法を変えるためにお願いしたいこと」を投稿、AV新法の問題点、なぜ変えたいのか、何をしてほしいかを整理して記載した。
9月14日に東京・原宿RUIDOで行われた「ミルジェネ10周年記念LIVE Sweet Memories DAY2」に歌手として出演。
9月20日、参議院議員会館にて、月島さくら、稲森美優、西元めいさ、中山美里らとともに国民民主党のAV新法ヒアリングに参加、AV新法について当事者の声を届けた。
10月29日、Youtubeチャンネル「siente」の「【現役AV女優が真面目に解説】教えて！適正AV《第1回目 プロダクションのお仕事って？》」のライブ配信に出演、AVプロダクションの仕事について自身で作成したPowerPointスライドを使って解説した。ただし、三宮つばきはsienteのメンバーではなく、ゲストとしての参加と説明された。この後、第2回（2022/11/14）および第3回（2022/12/2）にも同様にゲストとして出演、解説している。
11月2日から開催されたポーカーの大会、WPT Tokyoに出場、試合は敗退したもののドレッサー賞を受賞した。
11月24日に、デビュー後初の紙媒体によるグラビア写真集『つばき』を発売。
12月24日から、韓国Espacia Koreaにて電子写真集を公開、日本語の他、韓国語、中国語、英語環境からの購入が可能となった。Instagramにて英語、韓国語で海外のファン向けに自己紹介と電子写真集が購入可能となったことを告知した。

### 2023年
1月、台湾で開催されたポーカーの大会TMT（PokerMaster Taiwan Millions Tournament）に出場、メインイベント参加者1732人中、56位と健闘した。
2月、所属事務所からカレンダー以外では初の市販グッズ、アクリルスタンドが発売される（月替り12種）。
4月、東京で開催されたポーカーの大会JPF（Japan Poker Festival）に出場、木原直哉杯HORSEイベントにて、日本のプロポーカーの第一人者、木原直哉氏と決勝で対戦し、負けたものの、準優勝という大きな結果を残した。
5月20日、買取りまっくす岡山南店で、サイン会、個別撮影イベントを開催。デビュー以来、初めての地方イベントとなる。
6月2日、ファンクラブNewsにて、6月末でファンクラブを終了することが告知される。その後、Twitterにて別の形で継続することが通知された。6月末にてファンクラブウェブサイトは閉鎖された。
6月28日、ポーカープレイヤー向け情報サイトポーカーギルドに、続けて7月2日には日本カジノ総研のニュースに、それぞれWSOPのメインイベントに参加する三宮つばきのインタビューが掲載された。ただし直前に今年の出場は断念した。
7月16～17日、東京で開催されたJOPT Tokyo #02のNLH Tag Teamに、たんたん氏とペアで参戦、18位を獲得した。
7月18日、新しいファンクラブ「そばにつばき」をオープンした。このサイトでは、会員専用のメッセージを見ることができたり、会員間でのチャット、動画配信などが予定されている。
8月3日から開催された、APPT（Asia Pacific Poker Tornament） Manila 2023に出場、結果は参加者1,354人中334位と健闘した。
8月17日から21日に開催された、WPT（World Poker Tour） Prime Taiwan 2023に出場したものの、残念ながら敗退した。サイドゲーム #40 Mini Main Event Freezoutでは 33位/282人中で入賞した。
9/13に新宿ReNYで開催された、Milky Pop GenerationのSweet Memoris 2023 Day2に参加し、「世界中の誰よりきっと」、「フライディ・チャイナタウン」を熱唱した。
10/25から上演される『兎狩りC200の闘劇視察 Bunny Fight(ウサギ狩り』の関連イベントとして、「一日バニー店長オフ会」が9/23に新宿のシネマ・ノリコ（NEO東京アツシ）で開催され、バニー姿でバー店長を務めた。
10月5日から9日に新宿住友ホールで開催された、JOPT（Japan Open Poker Tour）2023 Tokyo #3に出場、7日から9日の「Poker Player Championship」では、1519人中79位の成績で終了した。
10月13日に渋谷ヒカリエで開催された、第5回Japan Poker Festival「#2 恋するヘッズアップ～ポーカー女子には騙されない～」に出場、ヘッズアップで対戦、勝利した。「#4 Triple Draw Mix」でもFTまで勝ち上がり、2位を獲得。
10月25日から29日に、池袋シアターKASSAIで行われた「舞台 兎狩りC200の闘劇視察 Bunny Fight（ウサギ狩り）」にキャストとして、デビュー以来初となる演劇の舞台を踏んだ。脚本・演出 宇野正玖、ビジュアルアドバイザー  十三月紅夜、主催 SIGNALWORKS。出演は三宮つばき（アメリ役）の他、香水じゅん（モル役）、七瀬アリス（ピネル役）、百永さりな（ラピ役）、流川はる香（チャロ役）の5人。5日間、各2回公演の合計10公演を他の4名とともに演じ切った。併せて、劇場とWEBショップで関連グッズが多数販売された。
11月25日、主にグラビアやオフショット投稿目的の新Xアカウント（@tsubaki_s_cmore）を開設、新アカウントへの移行を告知した。
12月8日、フィリピンマニラで行われたAPPT ManillaのMegastack 17で、エントリー62人中、2位に入賞した。
12月16日、2024年カレンダー販売イベントを東京原宿で開催、カレンダーへのサインの他、オリジナルグッズの販売を行った。
12月28日、東京新宿で開催されたC200バニー大忘年会として舞台の振り返りや飲み放題のイベントが行われ、これに参加した。また同日から、舞台のアーカイブ動画も公開されている。

### 2024年
1月17日、三軒茶屋グレープフルーツムーンで開催された、ミルジェネLIVE「月夜のヒットスタジオ」にて、同じ事務所に所属する青空ひかり、時田亜美とともに、昭和歌謡を熱唱した。会場での観覧の他、オンライン配信も行われた。
2月15日、昨年と同様に月替りのアクリルスタンド発売が発表され、オンラインサイトにて販売が開始された。1回目は1−2月と台座セット、次回以降は1つずつの月替りになる。
2月18日、品川Casino THE CLASSにて、MIXゲームを楽しむ会を開催、MIXゲーム初心者向けの講習を行った。
5月1日、三軒茶屋グレープフルーツムーンで開催された、ミルジェネLIVE「月夜のヒットスタジオ#2」にて、宮城りえ、本庄鈴とともに昭和歌謡を熱唱した。1月と同様に、会場での観覧の他、オンライン配信も行われた。
7月11日から開催されたJOPT Tokyo 2024 #2にて、＃09 MIX Triple Stud（7/12）に出場、エントリー104人中 3位の好成績で入賞。続けて、#20 2-7 TD & Badugi（7/13）でも、エントリー139人中2位と好成績を残した。さらに、#40 PLO Closer（7/15）では、エントリー110人の中で優勝。大きなポーカートーナメントの成績としては最も上位となる、記念すべき大会になった。
8月4日、PukuPukuネオン新宿店にて、初心者向けポーカー講習会（4回目）を開催。
10月9日、三軒茶屋グレープフルーツムーンで開催された、ミルジェネLive「月で逢いましょう#105」にて、森日向子と2マンLiveを開催した。従来同様に、会場での観覧の他、オンライン配信も行われた。
11月５日、新宿ReNYで開催された、ミルジェネLive「Sweet Memories 2024 DAY1」に出演した。会場観覧、オンライン配信も行われた。
11月23日、24日、韓国ソウルにて韓国ファンミーティングを開催。初の海外イベント、初のファンミーティングとなる。
12月7日、2025年カレンダー販売イベントを東京原宿で開催、カレンダーへのサインの他、オリジナルグッズの販売を行った。
12月11日、三軒茶屋グレープフルーツムーンで開催された、ミルジェネLive「月で逢いましょう#108」にて、2回目となるワンマンライブを開催、アニメソングを熱唱した。

### 2025年
3月6日、NPO法人適正映像事業者連合会（CCBU）による、内閣府への「AV出演被害防止・救済法の改正についての要請」に、現役の出演者として、月島さくらとともに同席した。
3月19日、インスタグラムにて、食事/旅行の記録用のサブアカウントを開設。
4月15日、三軒茶屋グレープフルーツムーンで開催された、ミルジェネLive「月で逢いましょう#117」にて、3回目のワンマンライブを開催、「オシャレな曲」をテーマに11曲を歌った。
5月31日、東京秋葉原のラムタラMEDIA WORLD AKIBAで、1年2か月ぶりのイメージビデオ（REbbecca）リリースイベントを開催。

## 人物
趣味は料理、読書。学校からの帰り道にある図書館で本を読むのが好きで、好んだジャンルは推理小説だった。
特技はフランス語・ギター・水泳。好きなタイプは紳士的な男性で、特にスーツが似合う人が好き。
小さいころから口にするものはすべて母の手作りで、『いつか私も誰かのために、お菓子を作りたい』とパティシエを目指し、同時にフランス語の勉強に勤しむ毎日だった。その甲斐もあってAV女優になる前、ホテルのパティスリー部門のパティシエとして任されていたが、クリスマスケーキのイチゴの切りすぎから腱鞘炎を発症して続けられなくなり1年半ほどで辞めた。パティシエの仕事をするうえで有利と思い勉強していたフランス語は、簡単な会話ならできるようになった。
韓国でのファンミーティング開催にあたり、韓国語を勉強し、簡単な会話ができるようになった。
猫が好きで猫カフェを頻繁に利用しており、猫カフェの公式アンバサダーにもなった。
トマトが苦手、ケチャップやトマトジュース、生トマトはダメ。
決まった愛称は無く、「つばきちゃん」と呼ばれることが多いが、「三ちゃん」、「つばっきぃ」と呼ばれることも。

### AV関連
「気持ちいいのが好き」、「セックスが好き」、「女性として見てもらえると嬉しい」、「撮影されるのが好き」なので「AV女優になったら全部できて好きな事で生きていける」と前向きな動機で面接に応募し、採用された。自分は「AVの申し子みたいな女の子」、「AV女優になるために生まれたのかもしれない」とインタビューに答えている。18歳以下はエッチなことをしてはいけないと自ら決め込み真面目に守り、男性と付き合い、初体験したのは高校卒業後の18歳の時だった。
元々AV女優に対してネガティブなイメージが無くタレントと同じような感覚で見ていたため、自分が好きな事を仕事にすると考えた時にAV女優は普通に選択肢の一つにあって、エッチなことが好きということでAV女優になった。ただAVについてほとんど知識はなかった。
2020年のデビュー当時のインタビューで「首締め好き」「生まれた時からMだった」と告白、2022年8月のInstagramの投稿でも「びんたlove」とコメントしている。

## 作品

### アダルトDVD

#### エスワン専属期間（合計17作品）
エスワンより発売、4作目（激イキ137回～）はDVDのみ発売、それ以外の作品はDVDおよびBlu-rayでの発売

##### 2020年
- 新人NO.1STYLE 三宮つばきAVデビュー（嵐山みちる監督、2020/8/7）
- 三宮つばき 絶頂 開発 初めて尽くしの3本番（うさぴょん。監督、2020/9/7）
- 交わる体液、濃密セックス 完全ノーカットスペシャル 三宮つばき（紋℃監督、2020/10/7）
- 激イキ137回！痙攣5100回！鬼突き30000ピストン！美才女のGカップBODY エロス覚醒 はじめての大・痙・攣スペシャル 三宮つばき（紋℃監督、2020/11/7）
- イキ過ぎてお漏らししちゃった！状態なのにさらに追撃！！人生初の失禁・おしっこ全開性交 三宮つばき（うさぴょん。監督、2020/12/7）

##### 2021年
- デキる才色兼備の新入社員と絶倫上司が出張先の相部屋ホテルで…朝から晩までひたすら不倫セックスに明け暮れた一夜 三宮つばき（肉尊監督、2021/1/7）
- 初老大家のワシが3年123日間掛けて、密かに目を付けていた隣に住む女子大生の弱みに付け込み肉体と精神の調教を完遂させた話。 三宮つばき（肉尊監督、2021/2/7）
- 涎湧き出るほどの喉奥調教と死ぬほど焦らして膣奧ポルチオ開発で頭の中ぐっちゃぐちゃアクメFUCK 三宮つばき（イナバール監督、2021/3/7）
- 大嫌いな女上司が3000円ポッキリの激安大衆ピンサロ店で副業！？即尺・イラマチオ・本番強要で立場逆転させた話。 三宮つばき（ザック荒井監督、2021/4/7）
- パンティーストッキングマニア中年男たちが何度も犯した絶品オフィスレディー 三宮つばき（肉尊監督、2021/5/7）
- やることなすこと完全合意のドMメイドを俺が飽きるまでむちゃくちゃヤッた2日間 三宮つばき（イナバール監督、2021/6/7）
- ボケたフリした独り身のお義父さんは、性欲旺盛な老人の皮を被った絶倫モンスターでした。 三宮つばき（肉尊監督、2021/7/7）
- 10年ぶりに会った従姉（いとこ）の抜きテクに我慢できず三日三晩で15発も射精させられた童貞の僕 三宮つばき（きとるね川口監督、2021/8/7）
- 三宮つばき初ベスト S1デビュー1周年記念ミステリアス美少女の最新10タイトル8時間スペシャル（2021/8/19）
- ※台本一切無し！！ハメ撮り！すっぴん！何でもアリ！美才女‘三宮つばき’のスケベ本性剥き出しSEX！！ ガチで二人きりの温泉旅行でヤリまくった生々しすぎる超レアなエロス200％動画（嵐山みちる監督、2021/9/14）
- 最中、一瞬でオレをド変態ドS化させてくれる最高にヤバい愛人M 三宮つばき（前田文豪監督、2021/10/12）
- 深夜残業NTRR 大嫌いな初老上司の逸物が相性抜群だなんて… 三宮つばき（肉尊監督、2021/11/9）

#### アタッカーズ移籍後（合計45作品）
2022年1月にアタッカーズに移籍したことにより、以下はアタッカーズから発売され、いずれもDVDのみの発売、Blu-rayは発売なし

##### 2022年
- 新婚の田宮先生は校内一、問題児の性玩具をさせられている。 三宮つばき（死夜悪監督、2022/2/1）
- 男友達みたいに仲の良かった幼馴染（セックスに興味なし）が中年オヤジのキメセクマゾ奴隷になっていた。 三宮つばき（死夜悪監督、2022/3/1）
- セクハラ課長に社内で調教され続けて牝堕ちしてしまった変態地味OL 三宮つばき（さだおかさだお監督、2022/4/5）
- ど田舎に単身赴任中の僕に優しい大家の奥さんと汗だく性交。 三宮つばき（きとるね川口監督、2022/5/3）
- 唾液が混じり合う 密室接吻社長室 三宮つばき（きとるね川口監督、2022/6/7）
- 串刺し輪●社員旅行 三宮つばき（死夜悪監督、2022/7/5）
- 刑期を終えた強●魔が10年ぶりに女を犯した日。 三宮つばき（死夜悪監督、2022/8/2）
- 毎晩セックスの声が大きいお隣さんは 夫の留守中、欲求不満で僕を誘惑。 汗だくになって一週間ヤリまくった。 三宮つばき（木村浩之監督、2022/9/6）
- エアコンの壊れた真夏のオフィスで、憧れの女上司と汗だくセックス。 三宮つばき（きとるね川口監督、2022/10/4）
- 父親が再婚相手として連れてきたのは僕が密かに憧れていた担任の三宮先生だった。 三宮つばき（きとるね川口監督、2022/11/1）
- 肉体奉仕をさせられた万引き妻 三宮つばき（きとるね川口監督、2022/12/6）

##### 2023年
- 明日、妻が里帰り出産から帰ってくる…。女上司が孕むまで中●ししまくった2カ月の記録。三宮つばき（きとるね川口監督、2023/2/7）
- 義父に10秒だけの約束で挿入を許したら…相性抜群過ぎて絶頂してしまった私。 三宮つばき（絵地メコン監督、2023/3/7）
- 義父のオナニーを覗き見てしまった私。 三宮つばき（絵地メコン監督、2023/4/4）
- 週末限定、夫婦交換 妻が他人に抱かれる夜 三宮つばき （前田文豪監督、2023/5/2）
- 最高の愛人、最高の中●し。 三宮つばき （さもあり監督、2023/6/5）
- 妻がデッサンモデルになって寝取られた。三宮つばき （きとるね川口監督、2023/7/4）
- 近所に引っ越してきた美人で物静かな人妻が行きつけの風俗で新人ソープ嬢として働いていた。 三宮つばき （きとるね川口監督、2023/8/1）
- 「僕、結婚するんだよね」そうなんだ…じゃあ今夜は君を寝かさないから… 12年ぶりに元カノと朝陽が昇るまで中●ししまくった結婚前夜の僕。 三宮つばき （さもあり監督、2023年10月3日）
- 奥様は町内会の肉●器 三宮つばき （木村浩之監督、2023年11月7日）
- 未亡人、哀しみの妊娠報告。三宮つばき （絵地メコン監督、2023年12月5日）

##### 2024年
- 飲み屋でお持ち帰りされて、そのまま朝までセックスしまくった人妻 （さだおかさだお監督、2024年1月2日）
- 最高に良い女と中●し温泉逃避行。 三宮つばき （前田文豪監督、2024年2月6日）
- 「不倫なんて絶対に許せない」そう思っていた私が、息子が通うサッカー教室のコーチと不倫に溺れてしまった。 三宮つばき（宝瀬博教監督、2024年3月5日）
- 人妻寝取られ仮面パーティー 三宮つばき（きとるね川口監督、2024年4月2日）
- 三宮つばき8時間ATTACKERS THE BEST（2024年4月2日）
- 軽蔑していた義父に望まない妊娠をさせられた人妻 三宮つばき（絵地メコン監督、2024年5月7日）
- 出張から予定より一日早く帰ったら、ヤリ部屋と化した我が家で妻が知らない男とセックスしていた。 三宮つばき（木村浩之監督、2024年6月4日）
- 彼氏が浮気した。許すことが出来なかった。それでも「許してほしい」という彼の愛を確かめる為に彼を家から一歩も出さずに焦らして焦らして気が狂うほど焦らした後に中●しさせてあげた。 三宮つばき（真咲南朋監督、2024年7月2日）
- 夫と血液型が同じ義弟とこっそり妊活しています。 三宮つばき（宝瀬博教監督、2024年8月2日）
- 極道に売られた人妻 三宮つばき （前田文豪監督、2024年9月3日）
- 人目を盗んで白衣の小悪魔にサイレント中●し治療されまくった一か月の入院記録。三宮つばき （さもあり監督、2024年10月1日）
- 両手が使えない義父の性処理をさせられています…。 三宮つばき （木村浩之監督、2024年11月5日）
- 「撮影モデルになってくれませんか？」元モデルの妻がカメラマンの男に寝取られた。 三宮つばき （木村浩之監督、2024年12月3日）

##### 2025年
- 妻と親父が一緒にお風呂に入っている。 三宮つばき （木村浩之監督、2025年1月7日）
- 大嫌いな上司が女体化堕ち。巨乳で感度も抜群で何度も中●しして妊娠させてやった。 三宮つばき （きとるね川口監督、2025年2月4日）
- 婚約中の彼女がいるのに、地味で無口な職場の同僚に束縛されて精子をたっぷり搾り取られた話。三宮つばき （ビバ☆ゴンゾ監督、2025年3月4日）
- 港区お姉さんがお金もない女性経験もない何にもない僕の家に転がり込んで来て、僕のチ〇ポを使って身勝手にセックスし始めた。 三宮つばき（朝霧浄監督、2025年4月1日）
- 三宮つばき8時間ATTACKERS THE BEST2（2025年4月1日）
- 性欲の強めな高級ラウンジ嬢にラブホに誘われて窒息するほどのベロキスとおねだり中●しセックスで骨抜きにされた僕。 三宮つばき （さもあり監督、2025年5月6日）
- 「今夜私を満足させてくれるのはねぇ、どっち？」 朝まで続く悶絶するほど気持ちいい女上司の性交テクニック。 三宮つばき （真咲南朋監督、2025年6月3日）
- 三宮つばき中●し19本番8時間BEST （2025年6月3日）
- 話題の美人過ぎるラウンドガールが拉致監禁輪●された一部始終。 三宮つばき （ドラゴン西川監督、2025年7月1日）
- 「先生のカラダに興味ないの？」挑発を真に受けた思春期生徒の暴走ピストンに孕まされた家庭教師 三宮つばき  （麒麟監督、2025年8月5日）
- 話題の美人過ぎるゲーム配信者を監禁して焦らして狂わせてぶっ壊した一部始終。 三宮つばき （真咲南朋監督。2025年9月2日）

### アダルトVR（合計5作品）
4作目までは専属していたエスワンより発売、5作目からはアタッカーズより発売、Fanza動画サイトのみの扱いとなる
- 三宮つばきVR解禁!イキすぎたご奉仕精神!いつでもどこでも即尺即ハメさせてくれる【俺専用】完全服従ナース（キョウセイ監督、2021/3/19）
- 三宮つばきを完全独占！人気AV女優が僕だけに見せる笑顔＆イキ顔 最高の密着距離でひたすらSEXに没頭する究極同棲VR（こあら太郎（わ）監督、2021/7/28）
- 昔、ボクをこっぴどく振った生徒会長がデリヘル嬢に転落！？本番無理強い立場逆転リベンジVR 三宮つばき（ZAMPA監督、2021/9/10）
- 痴女初挑戦 仰向け、四つん這い、騎乗位あらゆる体位でも乳首にロックオン！不敵な笑みを浮かべてギュンギュンひたすら乳首開発専門エステ 三宮つばき（こあら太郎（わ）監督、2022/1/6）
- いつでもどこでもヤラせてくれる、都合のいいGカップタダマン部下とヤリたい放題ハメまくる8KVR 三宮つばき （ジーニアス膝監督、2025/8/15）

### イメージDVD（2025年4月現在、合計7作品）
いずれもDVDの他、Blu-rayも発売
- Tsubaki あなたの推しになりたくて 三宮つばき（小渕あきお監督、REbecca、2020/9/24）
- Tsubaki2 南国のシャングリラ 三宮つばき（ヘルペス☆タカ監督、REbecca、2021/5/6）
- Tsubaki3 椿色のユーフォリア 三宮つばき（ヘルペス☆タカ監督、REbecca、2021/11/18）
- 愛の探し方 三宮つばき（Superlative、2022/11/28）
- Tsubaki4 恍惚のユートピア 三宮つばき（ヘルペス☆タカ監督、REbecca、2023/6/1）
- Tsubaki5 静謐のアルカディア 三宮つばき（あおのゆうこ監督、REbecca、2023/10/19）
- Tsubaki6 悦楽のネバーランド 三宮つばき（あおのゆうこ監督、REbecca、2025/4/17）

### 写真集（2025年3月現在、合計2作品）
- プレミアムヌードポーズブック 三宮つばき（2022/7/20、ジーオーティー、田村浩章撮影） ISBN 978-4-8236-0325-9
- 三宮つばき写真集 つばき （2022/11/24、ジーウォーク、太田清隆撮影）　ISBN 978-4867175095

### デジタル写真集

#### 2020年
- GRAPHIS FIRST GRAVURE/初脱ぎ娘 三宮つばき（2020/7/22、GRAPHIS）

#### 2021年
- GRAPHIS GALS 三宮つばき Graceful （2021/4/16）
- FRIDAYデジタル写真集 えっちすぎるよ♡ vol.1（2021/4/30、講談社）
- FRIDAYデジタル写真集 えっちすぎるよ♡ vol.2 オール未公開100カット超完全版（2021/4/30、講談社）
- 週刊ポストデジタル写真集 GRAPHIS傑作選 今いちばん美しいヌード 2（2021/5/17、小学館）
- FRIDAYデジタル写真集 エッチな天使 vol.1（2021/12/17、講談社）
- FRIDAYデジタル写真集 エッチな天使 vol.2（2021/12/17、講談社）
- FRIDAYデジタル写真集 エッチな天使 vol.3 オール未公開120カット超完全版（2021/12/17、講談社）

#### 2022年
- FRIDAYデジタル写真集 天使すぎるよ♡ vol.1 （2022/11/11、講談社）
- FRIDAYデジタル写真集 天使すぎるよ♡ vol.2 オール未公開100カット超完全版 （2022/11/11、講談社）
- れいむ 三宮つばき vol.01 （2022/12/23、ジーウォーク）
- れいむ 三宮つばき vol.02 （2022/12/23、ジーウォーク）
- れいむ 三宮つばき vol.03 （2022/12/23、ジーウォーク）
- れいむ 三宮つばき vol.04 （2022/12/23、ジーウォーク）
- Espacia Korea #EXM 001 SANNOMIYA （2022/12/24、Espacia Korea）

#### 2023年
- Espacia Korea #EXM 002 SANNOMIYA （2023/1/13、Espacia Korea）
- Espacia Korea #EXM 003 SANNOMIYA （2023/1/31、Espacia Korea）
- Espacia Korea #EXM 004 SANNOMIYA （2023/2/24、Espacia Korea）
- 永久保存版NUDEセレクションvol.1 FRIDAYデジタル写真集 （2023/3/31、講談社）
- Espacia Korea #EXM 005 SANNOMIYA （2023/4/1、Espacia Korea）
- Espacia Korea #EXM 006 SANNOMIYA （2023/4/21、Espacia Korea）
- GRAPHIS GALS 三宮つばき Passionate Gaze （2023/5/12、GRAPHIS）
- Espacia Korea #EXM 007 SANNOMIYA （2023/5/24、Espacia Korea）
- Espacia Korea #EXM 008 SANNOMIYA （2023/6/9、Espacia Korea）
- Espacia Korea #EXM 009 SANNOMIYA （2023/6/21、Espacia Korea）

#### 2024年
- 三宮つばき ふわっとトロける vol.1 FRIDAYデジタル写真集（2024/1/19、講談社）
- 三宮つばき ふわっとトロける vol.2 FRIDAYデジタル写真集（2024/1/19、講談社）
- 三宮つばき ふわっとトロける vol.3 オール未公開100カット超完全版 FRIDAYデジタル写真集（2024/1/19、講談社）
- 三宮つばき Hot travel vol.1 FRIDAYデジタル写真集（2024/8/30、講談社）
- 三宮つばき Hot travel vol.2 オール未公開100カット超完全版 FRIDAYデジタル写真集（2024/8/30、講談社）

## 出演

### テレビ
- もう!バカリズムさんの超H! （フジテレビONE）
  - #26（2021年8月30日）[15]
  - #47（2023年8月28日）[93]
  - #48（2023年9月30日）

### Youtube、ネット動画
- しみけんTV 一体どれだけ入るの? [ENG Sub] （2020/11/19）[94]
- しみけんTV 三宮つばき, あなたが知らなかった8つの事実（2020/12/9）[95]

- ろくデンちゃんねる【ラポファン公式】 【三宮つばき】人違いしたら恋が始まりました…【妄想劇場】こんな私とデートしませんか？ （2021/5/19）[96]
- PROWRESTLING SHIBATAR ZZ 【脱ポ】美女と楽しくポーカーするだけの動画ですけども？ （2021/9/16）[97]

- 耳かきチャンネル アンリグール 耳かき名鑑　file.6『三宮つばき』編　ASMR（2022/3/7）[98]
- PROWRESTLING SHIBATAR ZZ 【炎上軍】嘘付きの天才３人で賭けポーカーやっちゃった!!（2022/3/8）[99]
- ヤリタイガーTV 【孤独のボッ〇メシ東京編】池袋のセミナー女子とゴールデンカムイ（2022/6/21）[100]
- ポーカーバラエティオーノ塾 【美人不可避】セクシー女優とWSOPのキャッシュゲームの参加方法を解説！（2022/6/22）[101]
- イベルト! イベルト　イベントオフショ動画　0714　三宮つばき （2022/7/22）[102]
- Sleeping Beauty / カワイイ女子の寝姿　Sleeping Beauty / カワイイ女子の寝姿　三宮つばき（2022/9/1）[103]
- Milky Pop Generation 【ライブ映像40】LIVE from Grapefruit Moon「月で逢いましょう # 39」三宮つばき 「悲しみは雪のように」[104]（2022/9/11）
- Milky Pop Generation 【ライブ映像61】LIVE from Grapefruit Moon「月で逢いましょう #39 」三宮つばき「世界中の誰よりきっと」[105]（2022/12/31）
- ヒカル（Hikaru） 【被害女性多数】テレビでは流してくれない私たちの話を聞いてください （2022/10/9）[106]
- バベル裁判所〜闇の法律知識〜 【漫画】現役有名AV女優コラボ！こうして女性は騙される。悪徳ピンクビデオ業界の実態がヤバすぎた。【AV新法/白石/マンガ/アニメ】 （2022/10/22）[107]
- バベル裁判所〜闇の法律知識〜 【漫画】AVが日本から無くなる。2022年6月に施行されたAV新法がヤバい…「第二弾」現役有名AV女優コラボ！【立法コンサルタント/白石/マンガ/アニメ】 （2022/10/23）[108]
- バキバキDT【バキ童】　A○新法の実態を現役女優に聞いたら…酷すぎた　（2022/10/23）[109]
- siente 【現役AV女優が真面目に解説】教えて！適正AV《第1回目 プロダクションのお仕事って？》 （2022/10/29）[110]
- siente 【現役AV女優が真面目に解説】教えて！適正AV《第2回目 適正AVって？》 （2022/11/14）[111]
- siente 【現役AV女優が真面目に解説】教えて！適正AV《第3回目 日本適正男優連盟って？》 （2022/12/2）[112]
- Poker Girls Collection【ぽか猫】　【優勝総額120万円】世界最大級のポーカー大会への出場権利を賭けた8名の選ばれし美女達を紹介【PGC】#1 （2022/11/22）[113]
- Poker Girls Collection【ぽか猫】　【ポーカー】ハイレベルな戦いにプロも驚愕…世界大会を懸けて美女たちが激しくぶつかり合う！【PGC】#2 （2022/11/28）[114]
- Poker Girls Collection【ぽか猫】　【優勝200万】遂に最初の脱落者が…！次々と露わになる女の嘘に、トッププロも困惑！果たして誰が優勝し世界への挑戦権を手にするのか！？【PGC】#3 （2022/12/8）[115]
- Poker Girls Collection【ぽか猫】　【美女が悔し泣き】世界への出場権を懸け女子たちが本気でポーカー！喜怒哀楽が溢れるプロ顔負けのハイレベルな戦いを大公開【PGC】#4 （2022/12/14）[116]

- Poker Girls Collection【ぽか猫】　【ポーカー】世界大会進出をかけた戦いが遂に決着…！ 女性限定のトーナメントを優勝し、200万円の賞金を獲得するのは誰だ！？【PGC】　（2023/1/7）[117]
- ラファエル【Raphael】カレーパン王子　インポ治療をしたので女の子に触って硬さを調べてもらってみた（2023/1/23）[118].
- 耳かき名鑑　file.28『三宮つばき』編 第二弾　ASMR（2023/2/25）[119]
- はだかいっかん! 「叩かれて嬉しかった」真正のM。アタッカーズのエース三宮つばき。ハッピーエンドは嫌、陵辱の世界へ誘う[120]
- PROWRESTLING SHIBATAR ZZ 脱衣ポーカー生放送！ポーカー女子最強決定戦！（三宮つばき、来栖うさこ、かえるちゃん、うさたにパイセン、エンペラー）（2023/4/23）[121]
- Milky Pop Generation 【ライブ映像40】LIVE from GrapefruitMoon月で逢いましょう#40 三宮つばき 「少女A」[122]　（2022/4/11、無料再配信）
- Milky Pop Generation 【ライブ映像116】 Sweet Memories 2023, Day2 三宮つばき「フライディ・チャイナタウン」[123]　（2023/9/11、無料再配信）

### ゲーム
- 銀行マンの下剋上～バラ色人生を目指して～（2022年12月6日、AV GAMES、フュージョンプロジェクト）- トレーナー・三宮つばき 役[124]
- 社長と美女たちの二重奏（2024年3月6日[125]、CREAM SOFT）- 八尋千明 役[126]

### 舞台
- 兎狩りC200の闘劇視察 Bunny Fight(ウサギ狩り) （2023年10月25日 - 29日、池袋・シアターKASSAI） - アメリ 役[127]

## イベント

### 2020年
- DVD『Tsubaki あなたの推しになりたくて 三宮つばき』発売記念イベント （2020/10/25、ラムタラメディアワールドAKIBA）

### 2021年
- DVDリリースイベント （2021年1月30日、ラムタラメディアワールドAKIBA）
- イメージビデオ『Tsubaki2  南国のシャングリラ・三宮つばき』リリースイベント （2021/5/30、ラムタラメディアワールドAKIBA）[128]
- イメージビデオ『Tsubaki3 椿色のユーフォリア・三宮つばき』リリースイベント （2021/12/12、ラムタラメディアワールドAKIBA）[129]

### 2022年
- DVDリリースイベント （2022年7月14日、ラムタラメディアワールドAKIBA）
- Live from Grapefruit Moon -月で逢いましょう Vol.32 ニューカマースペシャル（2022/1/31、三軒茶屋グレープフルーツムーン）[130]
- ミルジェネ10周年記念LIVE「Sweet Memories」 （2022/9/4、原宿RUIDO）
- 月で逢いましょうvol.39（2022/4/11、三軒茶屋グレープフルーツムーン）[131][132]
- プレミアムヌードポーズブック 発売記念イベント （2022/7/14、書泉ブックタワー）
- イメージDVD 発売記念 水着撮影会 （2022/12/3、ラムタラエピカリアキバ）[133]
- 【初心者歓迎】人気AV女優の三宮つばきさんと5時間ポーカーで遊ぶ会（2022/10/1、Casino The Class品川） [134]
- グラビア写真集 発売記念 写真集サイン会 （2022/12/3、書泉グランデ）[135]
- 三宮つばき写真集&DVD&BD【オンラインサイン会】（2022/12/24、Liverrr.com/@GPOP）[136]
- 2023年カレンダー発売記念写真展（2022/12/25、渋谷区神宮前AtelierY）[137]

### 2023年
- 初心者大歓迎 人気AV女優の三宮つばきと5時間ポーカーで遊ぶ会！（2023/2/11、Casino The Class品川）[138]
- 『三宮つばき』個人撮影イベント（2023/3/23、買取販売市場ムーランAKIBA）[139]
- 【初心者歓迎】ポーカー初心者講習会【つばきが教えます!】（2023/4/22、練馬P-Labo.）[140]
- 三宮つばき岡山イベント（2023/5/20、買取りまっくす岡山南店）[41]
- つばきがディーラー ポーカー初心者向け講習会、スペシャルバウンティリングゲーム（2023/6/24、練馬P-Labo）
- 【Rebecca】三宮つばきイベント（2023/7/16、ラムタラ media world akiba）[141]
- ミルジェネ「Sweet Memories 2023」コンサート Day2 （2023/9/13、新宿ReNY）[49]
- 一日バニー店長オフ会 三宮つばき（2023/9/23、新宿シネマ・ノリコ）[50]
- 舞台 兎狩りC200の闘劇視察 Bunny Fight(ウサギ狩り) （2023/10/25-29、池袋シアターKASSAI） [142]
- ポーカー初心者向け講習会、スペシャルバウンティリングゲーム（2023/11/18、練馬P-Labo.）[143][144]
- 2024年カレンダー販売イベント （2023/12/16、渋谷神宮前AtelierY）[58]
- C200バニー大忘年会（2023/12/28、新宿歌舞伎町ポップラス）[145]

### 2024年
- ミルジェネ「月夜のヒットスタジオ」 （2024/1/17、三軒茶屋グレープフルーツムーン）[146]
- 【Rebecca】三宮つばきイベント（2024/1/27、ラムタラ media world akiba）[147]
- 人気AV女優の三宮つばきさんと一緒にMIXゲーム「ディーラーズチョイス」で遊ぶ会（2024/2/18、品川Casino THE CLASS）[148]
- ミルジェネ「月夜のヒットスタジオ#2」 （2024/5/1、三軒茶屋グレープフルーツムーン）[149]
- ミルジェネ「月で逢いましょう vol.105」（2024/10/9、三軒茶屋グレープフルーツムーン）[70]
- ミルジェネ「Sweet Memoris 2024」コンサート Day1 （2024/11/5、新宿ReNY）[73]
- 韓国ファンミーティング （2024/11/23、24、韓国ソウル）

- C-more 2025カレンダー販売イベント（2025/12/7、渋谷神宮前AtelierY）[150]
- ミルジェネ「月で逢いましょう vol.108」 （2024/12/11、三軒茶屋グレープフルーツムーン）[151]

### 2025年
- ミルジェネ「月で逢いましょう#117」 （2025/4/15）、三軒茶屋グレープフルーツムーン）[152]
- 【Rebecca】三宮つばきイベント（2025/5/31、ラムタラMEDIA WORLD AKIBA）[81]

## 掲載

### 雑誌
- 月刊FANZA 2020年9月号（ジーオーティー） - インタビュー「HATSUMONO!」
- FLASH 2020年9月8日号（光文社） - 袋とじ「フランス仕込みのGカップ」
- SMART FLASH（2020/9/6、光文社） - 人生を変えたハンバーガーは「アダムとイヴの果実」[82]
- 週刊実話 2020年10月29日号（日本ジャーナル出版） - グラビア「艶色の乙女」
- 月刊ナイナイ北陸 2020年11月号（電王堂出版） - 表紙[153]
- 週刊実話 2021年3月25日号（日本ジャーナル出版） - グラビア「濡れた花弁」
- FRIDAY 2021年12月31日号（講談社） - グラビア「FRIDAY NEWS」
- 月間FANZA 2022年9月号（ジーオーティー） - グラビア
- 週刊SPA! 2022年11月1日・8日合併号（扶桑社） - 人気AV女優に「いま会える現場」[154]
- 週刊大衆 2022年11/21号（双葉社） - グラビア「欲しいのものは・・・♡」[155]
- 金のEX DVD Vo.12 （2023/02/20、ミリオンムック） - DVDダイジェスト「愛の探し方」[156]
- 週刊実話2023年3/16号（日本ジャーナル出版） - グラビア「花びら満開パイパンヌード」[157]
- 週刊実話2023年11/9号（日本ジャーナル出版） - グラビア「濡れた花弁」[158]
- 週刊実話2024年8/1号（日本ジャーナル出版） - グラビア「桃の天然汁」[159]
- 月刊FANZA 2025年7月号 （ジーオーティー） - 「URA 究極アダルトレビュー」[160]

### 新聞
- サンケイスポーツ 2020/7/29（産経新聞社） - インタビュー「私のAV」[161]
- 東京スポーツ新聞社『東京スポーツ』2025年2月6日A版16面男セン面「ボッ起ンAV」